# Beverly Hills Cop - Un piedipiatti a Beverly Hills (serie di film)
Beverly Hills Cop - Un piedipiatti a Beverly Hills è una serie cinematografica statunitense avente come personaggio protagonista il poliziotto Axel Foley, interpretato da Eddie Murphy.

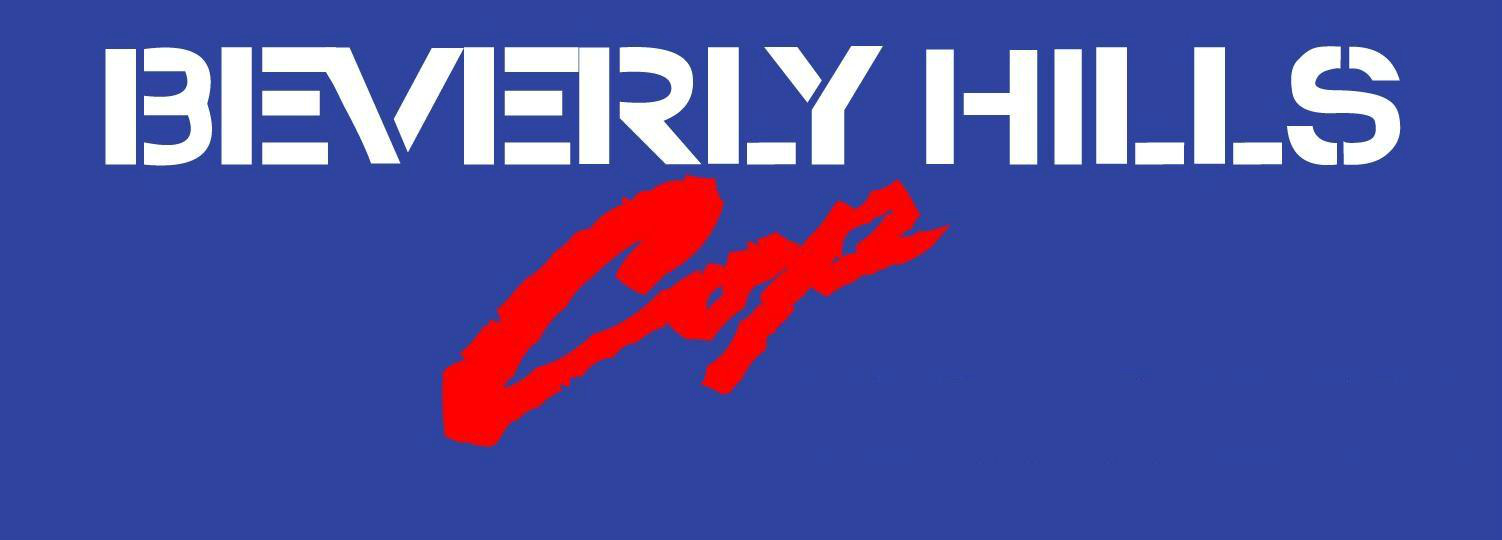
Logo originale della saga

John Taggart (John Ashton), Axel Foley (Eddie Murphy) e Billy Rosewood (Judge Reinhold) in una scena di Beverly Hills Cop - Un piedipiatti a Beverly Hills

Il brano Axel F di Harold Faltermeyer, realizzato per la colonna sonora del film, ha avuto un successo mondiale, ricevendo anche un Grammy Award nel 1986. La serie, prodotta fra il 1984 e il 2024 è stata distribuita dalla Paramount Pictures.

## Film

### Beverly Hills Cop - Un piedipiatti a Beverly Hills
Axel Foley è un poliziotto di Detroit che, dopo l'omicidio del suo amico Michael Tandino, si reca in California per indagare e rintracciare i killer, che ritiene gestiscano una galleria d'arte come copertura a Beverly Hills. Qui si ritrova a fare squadra con due detective del locale dipartimento di polizia, il giovane Billy Rosewood e l'anziano John Taggart, che inizialmente avrebbero dovuto sorvegliarlo, soprattutto dopo aver visto il modus operandi di Foley, del tutto non convenzionale e considerato inaccettabile dal capo della polizia di Los Angeles.

### Beverly Hills Cop II - Un piedipiatti a Beverly Hills II
Axel ritorna a Beverly Hills, dopo aver scoperto che il capitano Andrew Bogomil ha subìto un attentato. Ancora una volta fa squadra con il detective Billy Rosewood e il sergente John Taggart, che, contro gli ordini del loro nuovo capo Harold Lutz, aiutano Foley a scoprire la persona responsabile del tentato omicidio. Foley, Rosewood e Taggart scoprono presto che i "crimini dell'alfabeto", una serie di delitti che si sono verificati nella zona, sono guidati dal trafficante di armi Maxwell Dent spalleggiato dalla sua amante Karla Fry.

### Beverly Hills Cop III - Un piedipiatti a Beverly Hills III
Axel ritorna di nuovo a Beverly Hills. Durante un incarico, il suo capo, l'ispettore Todd, viene ucciso e alcune prove conducono a un parco di divertimenti chiamato "Wonderworld". All'arrivo a Beverly Hills, Axel cerca il suo vecchio amico Billy Rosewood che ha ottenuto il titolo di DDOJSIOC (vicedirettore del comando speciale interoperativo congiunto). Taggart si è ritirato e un nuovo detective chiamato Jon Flint è il nuovo partner di Rosewood.

### Un piedipiatti a Beverly Hills - Axel F
Dopo la scomparsa misteriosa di Billy Rosewood, il tenente del Dipartimento di polizia di Detroit, Axel Foley, torna a Beverly Hills per indagare sulla corruzione all'interno del Dipartimento di polizia, con sua figlia, Jane, e l'ex-fidanzato di quest'ultima, Bobby Abbott.

## Serie televisiva
Nel 2012 la CBS ha ordinato un episodio pilota con Brandon T. Jackson nel ruolo del figlio di Axel Foley, Aaron. L'episodio pilota della durata di un'ora è stato prodotto dallo scrittore Shawn Ryan.
Il regista Barry Sonnenfeld è stato scelto per dirigere il pilot di Beverly Hills Cop e di fungere da produttore esecutivo.
Al cast si erano aggiunti David Denman e Kevin Pollak, nei panni di due colleghi di Aaron Foley, e anche Eddie Murphy che avrebbe ripreso il suo personaggio.
Nel maggio 2013, però, la CBS ha rivelato che il pilot non verrà mai trasmesso e la serie TV cancellata.

Nel 2019, Murphy rivelò i motivi della cancellazione: 
Il motivo per cui non è stato trasmesso è stato perché [lo studio] pensava che sarei dovuto essere più presente in questo show, perché [il protagonista] era mio figlio, non io: "Farai un salto ogni tanto e diventerai il vero protagonista". Ho pensato: "Non voglio essere la star dello show". "Beh, allora non faremo la serie". Dovevo comparire solo nel pilot, ma loro volevano che fossi lì ogni settimana. L'episodio pilota era veramente bello, ma ogni volta che compariva Axel Foley sullo schermo lo studio voleva che stessi lì il più possibile solo per farmi fare battute stupide e rubare la scena.
Nel dicembre del 2022 l'episodio pilota è stato rilasciato online.

## Personaggi e interpreti
| Personaggio      | Film              | Film                 | Film                  | Film            |
| Personaggio      | Beverly Hills Cop | Beverly Hills Cop II | Beverly Hills Cop III | Axel F          |
| ---------------- | ----------------- | -------------------- | --------------------- | --------------- |
| Axel Foley       | Eddie Murphy      | Eddie Murphy         | Eddie Murphy          | Eddie Murphy    |
| Billy Rosewood   | Judge Reinhold    | Judge Reinhold       | Judge Reinhold        | Judge Reinhold  |
| Jenny Summers    | Lisa Eilbacher    |                      |                       |                 |
| John Taggart     | John Ashton       | John Ashton          |                       | John Ashton     |
| Andrew Bogomil   | Ronny Cox         | Ronny Cox            |                       |                 |
| G. Douglas Todd  | Gil Hill          | Gil Hill             | Gil Hill              |                 |
| Serge            | Bronson Pinchot   |                      | Bronson Pinchot       | Bronson Pinchot |
| Jeffrey Friedman | Paul Reiser       | Paul Reiser          |                       | Paul Reiser     |
| Janice Perkins   |                   |                      | Theresa Randle        |                 |
| Jon Flint        |                   |                      | Héctor Elizondo       |                 |

## Altri media

### Videogiochi
- Nel 1990 la Tynesoft pubblicò il videogioco Beverly Hills Cop per diversi computer dell'epoca, vagamente tratto dal film, con sequenze d'azione a piedi e di guida.

- Un altro poco noto videogioco dedicato a Beverly Hills Cop venne pubblicato dalla Blast! Entertainment Ltd nel 2006 per PlayStation 2 ed è uno sparatutto in prima persona, con un personaggio bianco e calvo non somigliante ad Axel Foley.